# Andrzej Duma
Andrzej Duma (ur. 23 października 1924 w Kołomyi, zm. 4 grudnia 2021) – polski pisarz, uczestnik powstania warszawskiego.

## Życiorys
W czasie powstania warszawskiego walczył na Starym Mieście w kompanii „harcerskiej” batalionu AK „Gustaw”. Posługiwał się pseudonimami Kresowiak i Andrzej. 28 sierpnia 1944 został ciężko ranny.
Po wojnie studiował w Krakowie socjologię i dziennikarstwo, uzyskał stopień doktora na Wydziale Dziennikarstwa i Nauk Politycznych Uniwersytetu Warszawskiego. Pracował w Polskiej Akademii Nauk, a także w Polskim Radiu i Telewizji.

## Wybrane publikacje
- Andrzej Duma: Ekologiczne aspekty procesu popularyzacji telewizji na wsi. Warszawa: 1967. Brak numerów stron w książce
- Andrzej Duma: Świadomość demokracji w społeczeństwie polskim. Warszawa: Wydawnictwo Radia i Telewizji, 1983. Brak numerów stron w książce
- Andrzej Duma: Mistyfikacja pod osłoną niemieckiego patrolu. Kartki z powstania warszawskiego. Warszawa: Książka i Wiedza, 2001. ISBN 83-05-13200-5. Brak numerów stron w książce